# Amalia (film 1914)
Amalia – pierwszy pełnometrażowy film argentyński. Jego reżyserem był Enrique García Velloso, a premiera odbyła się 12 grudnia 1914 roku. Stanowił adaptację powieści Amalia autorstwa José Mármola i opowiadał o romansie pomiędzy młodą kobietą a młodym intelektualistą. Zagrali w nim m.in. Lola Marcó del Pont (jako Señora Dupasquier), Jorge Quintana Unzué (jako Daniel Bello), Susana Larreta y Quintana (w roli Amalii)  oraz Dora Huergo (La Negra).
Obraz powstał dla organizacji dobroczynnej Sociedad del Divino Rostro. Wystąpili w nim amatorzy, wybrani spośród przedstawicieli wyższych warstw społecznych. Na premierze filmu obecni byli najważniejsi przedstawiciele rządu.